# Płoć
Płoć, płotka (Rutilus rutilus) – gatunek ryby z rodziny karpiowatych (Cyprinidae).

## Występowanie
Występuje w całej Europie z wyjątkiem Półwyspu Iberyjskiego, zlewiska Adriatyku, Grecji oraz północnej Skandynawii, na wschodzie sięga daleko w głąb Azji. Występuje we wszystkich wodach słodkich w Polsce (w rzekach, jeziorach i stawach, z wyjątkiem gór), także w wodach przybrzeżnych Bałtyku.
Inne, dawne nazwy płoci to: wandrówka, srebrzatka, ramiennica.

## Tryb życia
Żyją w stadach, żerują gromadnie. Ryby te są płochliwe i bardzo ostrożne. Osiągają: 30–40 (maksymalnie 50) cm długości, 0,5–2 kg masy ciała. Niektóre z płoci żerują w morzu, a trą się w wodach słodkich – jest to anadromiczna forma płoci występująca w Bałtyku. Stanowi pokarm dla szczupaków, sandaczy, sumów oraz boleni.

## Cechy morfologiczne

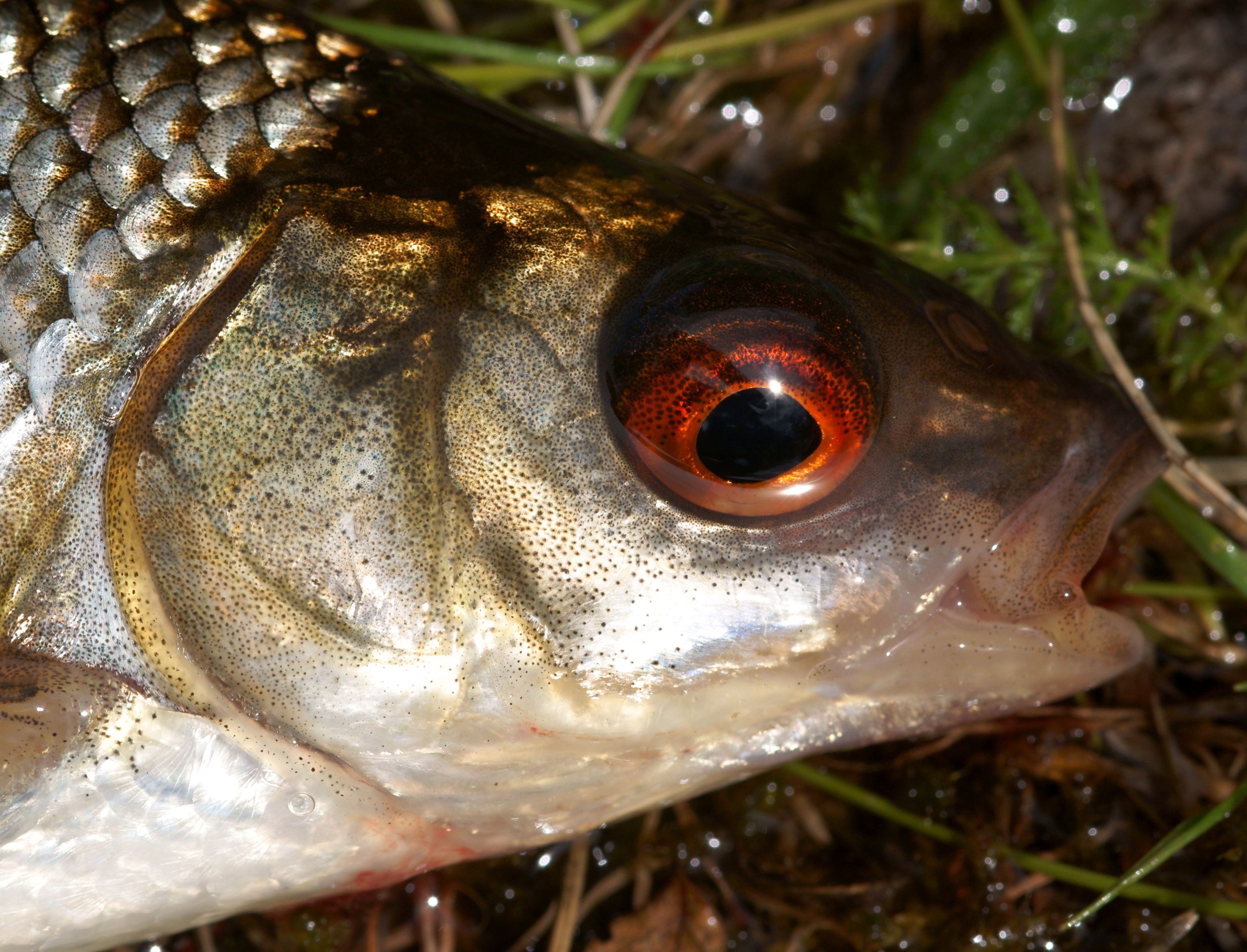
Głowa płoci

Ciało krótkie, wysoko wygrzbiecone, bocznie ścieśnione, w wodach ubogich w pokarm bardziej wysmukłe. Głowa krótka, szczęka nieco wysunięta przed mały, końcowo położony otwór gębowy. Płetwy piersiowe najdłuższymi promieniami sięgają nasad płetw brzusznych. Grzbiet ciemnobrązowy lub szaroczarny z niebieskawym lub zielonkawym połyskiem, boki jasnosrebrzyste, brzuch biały. Płetwa grzbietowa i ogonowa są szare z czerwonawym odcieniem, inne płetwy czerwonawe. Tęczówka oka czerwona.

## Odżywianie
Zjada pokarm roślinny i zwierzęcy. Rodzaje pokarmu i żerowiska zmienia kilkakrotnie. Narybek żywi się planktonem skorupiakowym na płyciznach; roczniaki przechodzą na pokarm denny – skorupiaki, mniejsze larwy owadów oraz glony i inne rośliny. Przy długości około 20 cm płoć zaczyna odżywiać się mięczakami, głównie racicznicami.

## Podgatunki
Wyróżniono liczne podgatunki płoci, m.in.:
- płoć aralska[3] (Rutilus rutilus aralensis) – Jezioro Aralskie
- płoć karpacka[4] (Rutilus rutilus carpathorossicus) – dorzecze Dunaju
- płoć rzeczna[4], sieruszka[5] (Rutilus rutilus fluviatilis) – dorzecze Peczory, Uralu i Wołgi
- płoć syberyjska[3], czebak[5] (Rutilus rutilus lacustris) – jeziora i rzeki Syberii
- płoć uzbojska[4] (Rutilus rutilus uzboicus) – jeziora w Dolinie Uzboj
- płoć zakaukaska[3] (Rutilus rutilus schelkovnikovi) dorzecze rzeki Kury

## Rozród
Samice osiągają dojrzałość płciową w 3–4 roku życia, przy długości około 10 cm, samce o rok wcześniej. Tarło odbywa się zazwyczaj na przełomie kwietnia i maja przy temperaturze 15–16 °C. Ikra ginie przy temperaturze poniżej 8 °C. Składana jest na różnym podłożu, zazwyczaj są to rośliny podwodne, stare liście i łodygi trzcin; z ich braku mogą to być kamienie. Ikra trzyma się podłoża dzięki specjalnym kosmkom. Samica o długości 10 cm składa około 2500 ziaren ikry. Wylęg następuje po upływie około 12 dni. Po około 20 dniach wylęg napełnia pęcherz pławny i rozpoczyna aktywne życie. Ciało pokrywa się łuską przy długości około 5 cm. Płoć rośnie wolno, w wieku 10 lat osiąga długość 22 cm. Żyje 15–18 lat.

## Znaczenie gospodarcze
W niektórych regionach ma dość duże znaczenie gospodarcze. Chętnie poławiana przez wędkarzy na spławik i grunt.

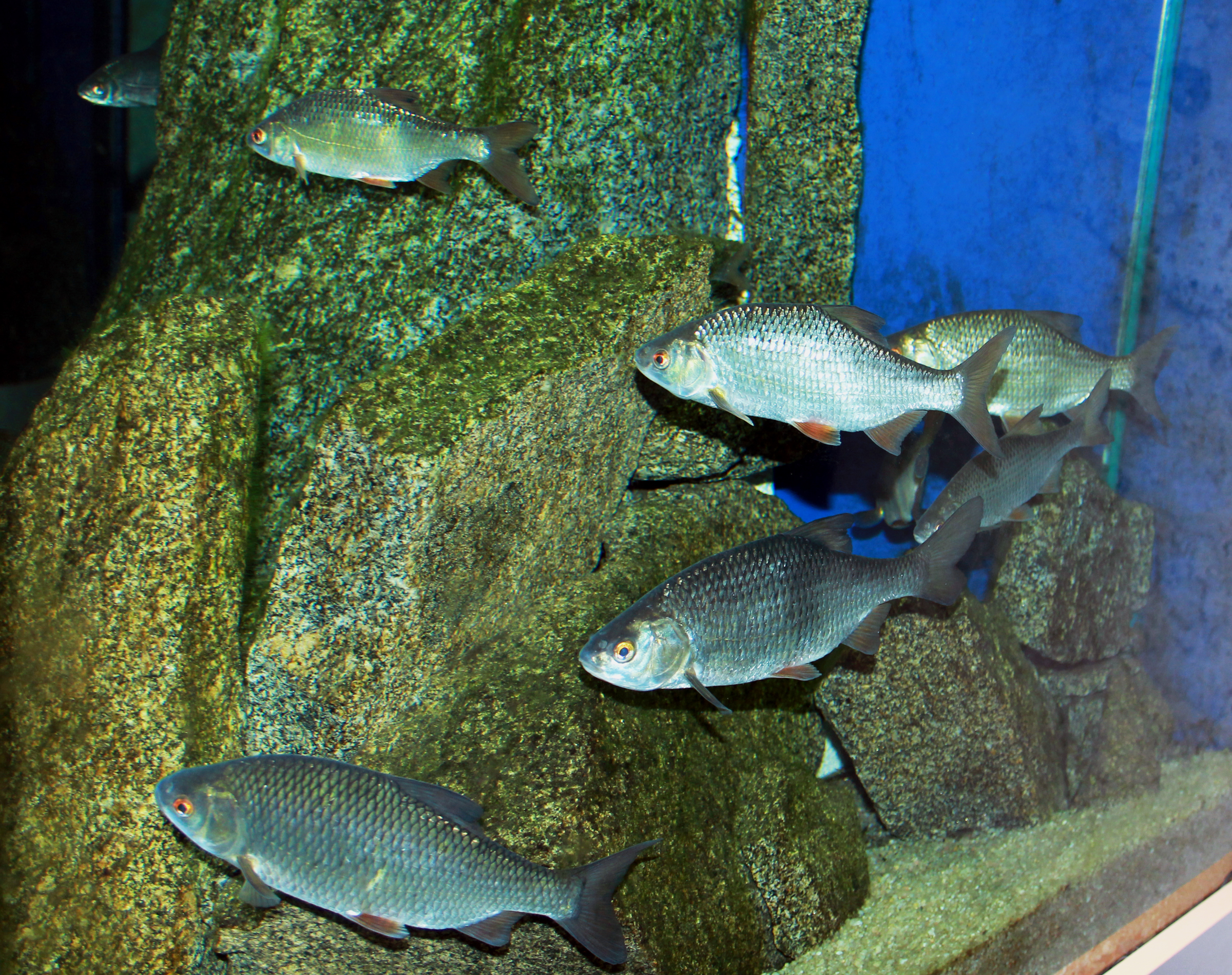
Płocie na wystawie Subaqueous Vltava w Pradze

## Ochrona
| Wymiar ochronny | brak lub 15 cm w zależności od okręgu PZW |
| Okres ochronny  | brak                                      |

Wędkarski Rekord Polski wagowy: 2,20 kg i 53 cm (1963).